# Дипломатически мисии на Черна гора
Това са дипломатическите мисии на Черна гора, но без почетните консулства.
Черна гора все още изгражда своята дипломатическа мрежа. На 30 ноември 2006 черногорското правителство приема „Споразумение между Република Черна гора и Република Сърбия за консулска защита и предоставянето на услуги за черногорските граждани“. Според споразумението Република Сърбия чрез своите дипломатически и консулски мисии предоставя нужните услуги за черногорските граждани в държави, в които Черна гора няма все още свое дипломатическо представителство.
|                                            | Европа                                                   |                                                                             |
| Държава                                    | Мисия                                                    | Ръководител                                                                 |
| Албания                                    | - Тирана (Посолство)                                     | Желко Перович (Željko Perović)                                              |
| Австрия                                    | - Виена (Посолство)                                      | Драгана Радулович (Dragana Radulović)                                       |
| Белгия (упълномощен за НАТО)               | - Брюксел (Посолство)                                    | Веселин Шукович (Veselin Šuković)                                           |
| Босна и Херцеговина                        | - Сараево (Посолство)                                    | Рамиз Башич (Ramiz Bašić)                                                   |
| Хърватия                                   | - Загреб (Посолство)                                     | Горан Ракочевич (Goran Rakočević)                                           |
| Франция (отнася се и за Монако и ЮНЕСКО)   | - Париж (Посолство)                                      | Милица Пеянович-Джуришич (Milica Pejanović-Đurišić)                         |
| Германия                                   | - Берлин (Посолство) - Франкфурт (Генерално консулство)  | Владимир Радулов (Vladimir Radulović) Абид Църновършанин (Abid Crnovršanin) |
| Ватикана (отнася се и за Малтийския орден) | - Ватикана (Посолство)                                   | Антун Сбутега (Antun Sbutega)                                               |
| Италия                                     | - Будапеща (Посолство)                                   | Ваня Брайло (Vanja Brailo)                                                  |
| Италия (отнася се и за Малта и Сан Марино) | - Рим (Посолство)                                        | Дарко Ускович (Darko Uskoković)                                             |
| Северна Македония                          | - Скопие (Посолство)                                     | Душко Лаличевич (Duško Lalićević)                                           |
| Русия                                      | - Москва (Посолство)                                     | Слободан Бацкович (Slobodan Backović)                                       |
| Сърбия                                     | - Белград (Посолство)                                    | Игор Йовович (Igor Jovović)                                                 |
| Словения                                   | - Любляна (Посолство)                                    | Ранко Милович (Ranko Milović)                                               |
| Швейцария (отнася се и за ООН)             | - Женева (Посолство)                                     | Миломир Михалевич (Milomir Mihaljević)                                      |
| Великобритания                             | - Лондон (Посолство)                                     | Драгиша Бурзан (Dragiša Burzan)                                             |
|                                            | Северна Америка                                          |                                                                             |
| Държава                                    | Мисия                                                    | Ръководител                                                                 |
| САЩ (отнася се и за Канада)                | - Вашингтон (Посолство) - Ню Йорк (Генерално консулство) | Миодраг Влахович (Miodrag Vlahović) Бранко Милич (Branko Milić)             |
|                                            | Азия                                                     |                                                                             |
| Държава                                    | Мисия                                                    | Ръководител                                                                 |
| Китай                                      | - Пекин (Посолство)                                      | Лиляна Тошкович (Ljiljana Tošković)                                         |
|                                            | Изчакване за упълномощаване:                             |                                                                             |
| Държава                                    | Мисия                                                    | Ръководител                                                                 |
| Турция                                     | - Анкара (Посолство)                                     | Рамо Бралич (Ramo Bralić)                                                   |
| ОАЕ                                        | - Абу Даби (Посолство)                                   | Александър Еракович (Aleksandar Eraković)                                   |